# Drepanocentron vicitravirya
Drepanocentron vicitravirya är en nattsländeart som beskrevs av Schmid 1982. Drepanocentron vicitravirya ingår i släktet Drepanocentron och familjen Xiphocentronidae. Inga underarter finns listade i Catalogue of Life.